# Sol Rodríguez
Sol Rodríguez (Buenos Aires, Argentína, 1990. április 17. –) argentin színésznő, modell és énekesnő.

## Élete és pályafutása
Sol Rodríguez 1990. április 17-én született Buenos Airesben. 2011-ben szerepet kapott a Grachi című sorozatban, ahol Mecha szerepét játszotta 3 évadon keresztül. 2013-ban a Marido en alquiler című telenovellában megkapta Sol szerepét.

## Filmográfia
| Év        | Cím                     | Szerep                   | Megjegyzés                                    |
| --------- | ----------------------- | ------------------------ | --------------------------------------------- |
| 2011–2013 | Grachi                  | Mercedes 'Mecha' Estévez | Tévésorozat; mellékszerep, 3 évad, 205 epizód |
| 2013      | Marido en alquiler      | Sol Porras               | Telenovella                                   |
| 2014      | Demente Criminal        | Fernanda Sánchez         | Telenovella                                   |
| 2014      | Tierra de Reyes         | Lucía Crespo Ramirez     | Telenovella                                   |
| 2017      | Volt egyszer egy Venice | Consuela                 |                                               |

## Díjak és jelölések
| Év   | Díj                           | Kategória                  | Cím    | Eredmény |
| ---- | ----------------------------- | -------------------------- | ------ | -------- |
| 2012 | Kids' Choice Awards México    | Kedvenc női mellékszereplő | Grachi | Jelölve  |
| 2012 | Kids' Choice Awards Argentina | Női felfedezett            | Grachi | Jelölve  |